# معادلة الإله (كتاب)
معادلة الإله: البحث عن نظرية كل شيء هو كتاب علمي شائع من تأليف عالم الفيزياء والمستقبلي ميتشيو كاكو. نُشر الكتاب في البداية في 6 أبريل 2021 بواسطة دابلداي.
ظهر الكتاب في المركز السادس على قائمة الكتب الأكثر مبيعًا في نيويورك تايمز للأسبوع المنتهي في 10 أبريل 2021.

## ملخص
يستكشف كاكو تاريخ نظريات التوحيد للفيزياء بدءًا من قانون نيوتن للجاذبية الكونية الذي وحد تجربتنا في الجاذبية على الأرض وحركات الأجرام السماوية في النسبية العامة وميكانيكا الكم والنموذج القياسي لأينشتاين. يطلق كاكو على النظرية الكبرى الموحدة النهائية للنسبية والجاذبية الكمية معادلة الله مع نظرية الأوتار ذات 11 بعدًا باعتبارها النظرية الوحيدة المتوافقة مع الذات التي يبدو أنها تناسب القانون.